# 賴慕布
賴慕布（转写：Laimbu；1612年腊月廿四日—1646年五月十一日），爱新觉罗氏，滿洲正藍旗人。努尔哈赤第十三子。皇太极之庶弟，生母庶妃西林覺羅氏。

## 生平
辛亥年十二月二十四日（1612年）巳時出生。天聰八年（1634年），授牛錄章京之職。崇德四年（1639年），授與議政大臣之職。崇德七年（1642年），以英親王阿濟格屬人的身份跟隨他打敗寧遠的明兵。阿濟格因在皇太極頒賞時不等賞賜即先行回家而獲罪，而賴慕布因沒有勸阻阿濟格而被革職，罷去議政大臣。
賴慕布在入關之後的府邸在朝陽門內燒酒胡同。府邸大殿面闊七間，東西配樓七間，後殿五間，後寢七間有抱廈，後罩房七間。這座府邸在賴慕布之子來祜革爵後，就被賞賜給了聖祖的第五子恆溫親王允祺作「恆王府」。清中後期又改賜仁宗第三子惇恪親王綿愷作「惇王府」。
順治二年（1645年），賴慕布被封為奉恩將軍。順治三年（1646年）五月，逝世。兒子來祜承襲爵位為奉恩將軍。順治十年（1653年）五月，賴慕布被追封為輔國公，予以謚號「介直」。其子來祜亦襲爵為輔國公。

## 家族

### 母
庶妃西林覺羅氏，奮杜里哈斯古之女。萬曆三十八年（1610年）嫁给了努尔哈赤，萬曆三十九年（1611年）腊月廿四日生賴慕布。生卒年不详。根据杜家骥先生的考证，雖然西林觉罗氏在后来的记录为“庶妃”，但西林覺羅氏最初不被列于太祖妻妾之列，僅為侍婢。

### 子孫
赖慕布只有一个儿子來祜。来祜的二继妻瓜尔佳氏為鳌拜之女，因而作为鳌拜的亲属而遭到了革爵。已革奉恩輔國公來祜有十个儿子，但其中有六位都是夭折或者无嗣，剩下第一子勒克德、第二子宝通、第三子三等輔國將軍来度和第五子爱珠四个宗支。第三房来度的宗支在清中后期绝嗣，所以最终剩下的即是第一房勒克德、第二房宝通和第五房爱珠三房后裔。1938年成书的《星源集庆》称“支下后裔子孙现无世职”。

## 延伸阅读
[在维基数据编辑]
 《清史稿/卷217》，出自趙爾巽《清史稿》